# Gyasi Zardes
Gyasi Zardes (* 2. September 1991 in Hawthorne, Kalifornien) ist ein US-amerikanisch-ghanaischer Fußballspieler. Der Stürmer spielt seit 2023 für den Austin FC in der Major League Soccer.

## Karriere

### Verein

#### Jugend und College
Zardes spielte von 2008 bis 2009 in der U-18-Mannschaft der LA Galaxy. 2009 spielte er mit der U-20-Mannschaft in der USL Super-20 League. Mit dieser Mannschaft gewann er 2010 die Nationale Meisterschaft. 2009 wechselte er an die California State University, Bakersfield und spielte dort College-Soccer für die Cal State Bakersfield Roadrunners. In seiner ersten Saison am College erzielte er fünf Tore und war einer der besten Vorlagengeber der Saison. 2011 erzielte er 18 Tore in 20 Spielen. Seine Mannschaft erreichte in dieser Saison zum ersten Mal in deren Geschichte den Einzug in das NCAA Division I Tournament. Er wurde 2011 auch von der Mountain Pacific Sports Federation als Spieler des Jahres ausgezeichnet und wurde für die MAC Hermann Trophy, die höchste Auszeichnung im US-College Fußball, nominiert.

#### LA Galaxy
LA Galaxy nahm Zardes am 20. Dezember 2012 als Homegrown Player unter Vertrag. Er wurde somit direkt verpflichtet und musste nicht über einen Draft-Verfahren eine Mannschaft finden. Am 27. April 2013 gab er sein Debüt für die Kalifornier. Sein erstes Tor in der MLS erzielte er am 11. Mai 2013 gegen die Vancouver Whitecaps. In der Saison 2014 erzielte er wettbewerbsübergreifend 19 Tore für die LA Galaxy und wurde am Ende Meister.

#### Columbus Crew SC
Am 20. Januar 2018 wechselte Zardes im Austausch für Ola Kamara zur Columbus Crew. Dort erzielte er in seiner ersten Saison 19 Tore in 33 Spielen der Regular Season und war somit erfolgreichster Torschütze des Franchises in der Saison 2018. Zwei Jahre später gewann er auch hier den Meistertitel und 2021 folgte der Sieg beim Campeones Cup im Finale gegen CD Cruz Azul (2:0) aus Mexiko.

#### Colorado Rapids
Bei dem Franchise aus Commerce City verbrachte Zardes eine Spielzeit und traf dort in 26 Ligapartien neun Mal. In der CONCACAF Champions League 2022 erreichte der Klub das Achtelfinale, wo man gegen CSD Comunicaciones aus Guatemala im Elfmeterschießen ausschied.

#### Austin FC
Seit dem 1. Januar 2023 steht Zardes nun beim Austin FC in der Major League Soccer unter Vertrag.

### Nationalmannschaft
Am 28. Januar 2015 gab er sein Debüt für die Fußballnationalmannschaft der Vereinigten Staaten in einem Freundschaftsspiel gegen Chile. Er wurde in der 68. Minute für Clint Dempsey eingewechselt. Sein erstes Länderspieltor erzielte er am 5. Juni 2015 in einem Freundschaftsspiel in Amsterdam gegen die Niederlande. Im Juli 2017 gewann er dann mit der Auswahl vor heimischer Kulisse den CONCACAF Gold Cup durch einen 2:1-Finalsieg über Jamaika. Diesen Erfolg wiederholte der Stürmer dann vier Jahre später beim Turnier in den USA erneut.

## Erfolge

### Verein
- US-amerikanischer Meister: 2014, 2020
- Campeones Cup: 2021

### Nationalmannschaft
- CONCACAF Gold Cup: 2017, 2021